# Carballido (Villalba)
Carballido (llamada oficialmente Santa María de Carballido) es una parroquia española del municipio de Villalba, en la provincia de Lugo, Galicia.

## Organización territorial
La parroquia está formada por veintiséis entidades de población, constando veinte de ellas en el nomenclátor del Instituto Nacional de Estadística español:
- A Barreira (O Chao da Barreira)
- A Cruz
- A Fraga
- A Granda
- A Pedreira
- A Pena Grande
- As Muras
- Bosende
- Campelos
- Caneiro
- Cañotal (O Cañotal)
- Carboeiro (O Carboeiro)
- Condado (O Condado)
- Coto (O Coto)
- Ego
- Lamelas (As Lamelas)
- Lindín
- Lousidos
- Moa (A Moa)
- O Pico
- O Pombeiro
- O Rañal
- Ordoño
- O Val
- Riazó
- Samil

## Demografía
| Gráfica de evolución demográfica de Carballido entre 2000 y 2021 |
|                                                                  |
| Datos según el nomenclátor publicado por el INE.                 |

## Patrimonio
Su iglesia es la iglesia de Santa María de planta rectangular construida entre el siglo XVII y siglo XVIII. Sobre el arco de la puerta puede leerse "Iglesia de refugio, año 1773". Además consta de la capilla de San Roque.
Parte del Camino de Santiago de la Costa pasa por su término.